# Güiria
Güiria ist eine Stadt in Venezuela. Es ist die Hauptstadt der Gemeinde Valdez im venezolanischen Bundesstaat Sucre.

## Lage
Güiria liegt auf der langgestreckten Halbinsel Paria im Nordosten Venezuelas, genauer an deren Südküste am Golf von Paria. Die nächstgrößere Stadt Carúpano liegt etwa 100 km weiter westlich an der Nordküste Venezuelas. Die dem Nachbarland Trinidad und Tobago vorgelagerten Bocas Islands liegen etwa 70 km östlich von Güiria in der Venezuela und Trinidad trennenden Meerenge Bocas del Dragón.

## Geschichte
Güiria wurde 1767 gegründet. Der Name stammt aus einer Indiosprache und bedeutet „Anakonda“. Im Rahmen der Errichtung der Zweiten Republik wurde Güiria im Januar 1813 von Santiago Mariño eingenommen, der mit einem 45-köpfigen Kommando, zu dem auch José Francisco Bermúdez und Manuel Piar gehörten, von Chacachacare aus nach Venezuela übergesetzt hatte. Durch Zulauf von Seiten Einheimischer vergrößerte sich Mariños Heer auf 5000 Mann, mit denen er aufs Festland übersetzte und Maturín einnahm.

## Wirtschaft und Verkehr
Güiria ist die drittgrößte Stadt des Bundesstaates Sucre und das Wirtschaftszentrum der Halbinsel Paria. Im industriellen Sektor dominiert die Erdgasgewinnung durch Petróleos de Venezuela, durch die Sucre sowie die umliegenden Bundesstaaten Anzoátegui, Monagas und Nueva Esparta mit Erdgas versorgt werden. Der Agrarsektor ist mit Viehzucht, Fischfang und dem Anbau von Kakao, Kokosnüssen und Tabak ebenfalls bedeutend.
Güiria verfügt über einen Flughafen, den 2000 eingeweihten Aeropuerto Almirante Cristóbal Colón (IATA-Code GUI), der zeitweise von Avensa und Avior Airlines angeflogen wurde. Über die Landstraße Troncal 9 ist Güria an Carúpano angebunden; es gibt Fernbusverbindungen nach Caracas. Eine Fährverbindung nach Chaguaramas in Nordwesttrinidad wurde 2014 auf Grund der desolaten Wirtschaftslage in Venezuela eingestellt. 2022 wurde die Verbindung durch den trinidadischen Anbieter Triniflyer wiederaufgenommen.

## Kultur und Einrichtungen
Wegen der räumlichen Nähe zu Trinidad und Tobago gibt es in Güiria einige kulturelle Besonderheiten, die der Kultur des Nachbarlandes entlehnt wurden. So feiert Güiria im Februar statt im März Karneval, und es treten dabei Steelbands auf. Außerdem entstammen Gerichte wie Kalalu (Callaloo), Sauz (Pig foot souse) und Pelau der trinidadischen Küche.

## Persönlichkeiten
- Luis Piñerúa Ordaz (1924–2001), Innen- und Justizminister
- Luis Estaba (1938–2025), Boxer
- César Farías (* 1973), Fußballtrainer
- Ezequiel Carrera (* 1987), Baseballspieler